# Lingua proto-italica
La lingua proto-italica è l'antenata delle lingue italiche, la più nota delle quali è il latino. Essa non è direttamente attestata per iscritto, ma è stata ricostruita in una certa misura attraverso il metodo comparativo. Il proto-italico discende dal protoindoeuropeo.

## Fonologia

### Consonanti
|               | Bilabiale | Dentale | Alveolare | Palatale | Velare | Labiovelare |
| ------------- | --------- | ------- | --------- | -------- | ------ | ----------- |
| Nasale        | m         |         | n         |          | (ŋ)    |             |
| Occlusiva     | p b       | t d     |           |          | k ɡ    | kʷ ɡʷ       |
| Fricativa     | ɸ (β)     | θ? (ð?) | s (z)     |          | x (ɣ)  | xʷ? (ɣʷ?)   |
| Vibrante      |           |         | r         |          |        |             |
| Approssimante |           |         | j         |          |        | w           |
| Laterale      |           |         | l         |          |        |             |

- [ŋ] era un allofono di /n/ prima di una consonante velare.
- Le fricative sonore [β], [ð], [ɣ], [ɣʷ] e [z] erano originariamente allofoni mediali dell'iniziale fricativa muta. Tuttavia, in alcuni punti nel periodo proto-italico , l'allofono era piuttosto perturbato dalla perdita del corrispondente allofono muto /xʷ/ e /θ/, che erano fuse con /f/. Gli studiosi discordano se ricostruire il proto-italico con i fonemi /xʷ/ e /θ/ ancora presenti (quindi assumendo che la fusione con /f/ fosse un areale posteriore cambiamento che più tardi si diffuse in tutti gli altri dialetti, possibilmente verificatosi simultaneamente con o dopo la perdita delle corrispondenti fricative sonore), o ricostruire il proto-italico con i fonemi fusi in /f/ e quindi /ð/ e /ɣʷ/ diventano fonemi nella loro forma propria. Entrambi questi suoni sono relativamente rari, inoltre, se dovessero finire come dei fonemi, il sistema risultante sarebbe stato instabile, a causa della mancanza di corrispondenti suoni muti. Di conseguenza, più tardi sono stati eliminati in tutte le lingue, ma differentemente in ognuna.

### Vocali
|        | Frontale | Centrale | Posteriore |
| ------ | -------- | -------- | ---------- |
| Chiusa | i        |          | u          |
| Media  | e        | (ə)      | o          |
| Aperta | a        | a        | a          |

|        | Frontale | Centrale | Posteriore |
| ------ | -------- | -------- | ---------- |
| Chiusa | iː       |          | uː         |
| Media  | eː       |          | oː         |
| Aperta | aː       | aː       | aː         |

- /ə/ era forse non un vero fonema, ma era inserito prima delle sonanti come una vocale di sostegno. Essa può essere ricostruita in base al risultato delle sonanti nasali del protoindoeuropeo, *m̥ e *n̥, che compaiono in latino come *em, *en o *im, *in, ma anche come *am, *an in osco-umbro accanto a *em, *en. Quindi, deve essere necessariamente ricostruita /ə/ come un suono distinto.

Il proto-italico aveva i seguenti dittonghi:
- Corti:  *ai, *ei, *oi, *au, *ou
- Lunghi: *āi, *ēi, *ōi

La legge di Osthoff rimase produttiva nel proto-italico. Ciò ha causato l'accorciamento delle vocali lunghe quando erano seguite da una sonora e un'altra consonante nella stessa sillaba: VːRC > VRC. Come i dittonghi lunghi sono anche una sequenza VːR, essi potevano verificarsi solo in fine di parola ed erano accorciati altrove. Le vocali lunghe vennero accorciate anche prima della finale di parola *-m. Ciò è la causa delle molte -a- brevi in, per esempio, delle desinenze della radice ā o dei verbi in ā.

### Prosodia
Le parole in proto-italico hanno l’accento fissato sulla prima sillaba della parola. Lo schema di questo accento è probabilmente rimasto in molte lingue che discendono dal proto-italico. In latino, è rimasto durante il periodo del latino arcaico, dopodiché venne rimpiazzato dallo schema "classico" dell’accento sulla penultima sillaba.

## Grammatica

### Sostantivi
I sostantivi avevano tre generi: maschile, femminile e neutro. Venivano declinati in sette casi: nominativo, genitivo, dativo, accusativo, vocativo, ablativo e locativo. Il caso strumentale del protoindoeuropeo era scomparso. Esistevano due numeri: singolare e plurale. Il duale non venne distinto a lungo e scomparve, ne rimasero solo alcuni resti (come in latino duo, ambō) che conservavano alcune forme ereditate della flessione del duale.

#### Tema in o
Questa classe corrisponde alla seconda declinazione del latino. Deriva dalla declinazione tematica del protoindoeuropeo. Molti sostantivi di questa classe erano maschili o neutri, ma c'erano anche alcuni sostantivi femminili.
|            | *agros m. "campo" | *agros m. "campo" | *jugom n. "giogo" | *jugom n. "giogo" |
| Singolare  | Plurale           | Singolare         | Plurale           |                   |
| ---------- | ----------------- | ----------------- | ----------------- | ----------------- |
| Nominativo | *agros            | *agrōs (*agroi)   | *jugom            | *jugā             |
| Genitivo   | *agrosjo *agrī    | *agrom            | *jugosjo *jugī    | *jugom            |
| Dativo     | *agrōi            | *agrois           | *jugōi            | *jugois           |
| Accusativo | *agrom            | *agrons           | *jugom            | *jugā             |
| Vocativo   | *agre             | *agrōs (*agroi)   | *jugom            | *jugā             |
| Ablativo   | *agrōd            | *agrois           | *jugōd            | *jugois           |
| Locativo   | *agroi? *agrei?   | *agrois           | *jugoi? *jugei?   | *jugois           |

- Il genitivo singolare in *-ī è di origine incerta, ma è stato trovato anche nella lingua proto-celtica. Esso ha molto probabilmente soppiantato il vecchio genitivo in *-osjo del latino. La vecchia forma si trova in alcune iscrizioni come poplisio valesiosio del Lapis Satricanus. Esso è anche continuato in alcuni genitivi pronominali, come cuius < *kʷojjo-s < *kʷosjo, con una -s aggiunta per analogia con la desinenza consonantica del genitivo in -os. In osco-umbro, nessuna uscita è rimasta, essendo state sostituite con *-eis dei temi in-i.
- Il nominativo plurale usciva originariamente in *-ōs per i nomi e gli aggettivi, e in *-oi per le forme pronominali. La distribuzione nel proto-italico non è chiara, ma entrambe le uscite esistevano sicuramente. L'uscita in *-ōs fu rimpiazzata del tutto in latino in favore di *-oi, da cui l'uscita del latino classico -ī. In osco-ubro accadde il contrario, *-oi fu rimpiazzata da *-ōs, da cui l'osco -ús e l'umbro -us.
- Nel latino arcaico il genitivo plurale usciva in -om, successivamente divenne -um. Fu successivamente rimodellato sulla base della declinazione in ā da *-āzom, dando il classico -orum.

#### Tema in ā
Questa classe corrisponde alla prima declinazione del latino. Essa deriva dai nomi in *-eh₂- del proto-indoeuropeo e contiene per lo più nomi femminili, ma anche alcuni maschili.
|            | *toutā f. "popolo, volgo" | *toutā f. "popolo, volgo" |
| Singolare  | Plurale                   |                           |
| ---------- | ------------------------- | ------------------------- |
| Nominativo | *toutā                    | *toutās                   |
| Genitivo   | *toutās                   | *toutāzom                 |
| Dativo     | *toutāi                   | *toutais                  |
| Accusativo | *toutām                   | *toutans                  |
| Vocativo   | *toutā                    | *toutās                   |
| Ablativo   | *toutād                   | *toutais                  |
| Locativo   | *toutāi                   | *toutais                  |